# Ezequiel Miralles
Ezequiel Miralles, né le 21 juillet 1983 à Bahía Blanca (Argentine), est un ancien footballeur argentin.

## Biographie
Le 7 janvier 2008, Ezequiel signe au Everton de Viña del Mar. En novembre 2009, Everton annonce son départ au Colo-Colo.
Le 21 mai 2011, Ezequiel signe au  Porto Alegre jusqu'en 2013 pour un transfert d'un montant de 2,3 millions de dollars.

## Palmarès
| Année | Titre                                        | Club                    | Pays  |
| 2008  | Vainqueur de la Primera División (ouverture) | Everton de Viña del Mar | Chili |
| 2009  | Vainqueur de la Primera División (clôture)   | Colo-Colo               | Chili |